# پل مایسونیو (بازیکن فوتبال)
پل مایسونیو (انگلیسی: Paul Maisonneuve؛ زادهٔ ۲۲ دسامبر ۱۹۸۶) بازیکن فوتبال اهل فرانسه است.
از باشگاه‌هایی که در آن بازی کرده‌است می‌توان به باشگاه فوتبال نیم المپیک اشاره کرد.